# Strukturierte Tinnitus-Therapie
Die Strukturierte Tinnitus-Therapie dient der Durchführung einer kognitiven Verhaltenstherapie bei Tinnitus. Grundlage einer strukturierten Therapie ist ein dokumentiertes Therapieprogramm und/oder ein dokumentiertes Manual. Dem Arzt oder Psychologen sind Behandlungspfad und Behandlungsprozeduren vorgegeben. Zusammen mit ihm lernt der Patient, seine Wahrnehmung für das Ohrgeräusch zu beeinflussen.
Ein typisches strukturiertes Therapie-Programm umfasst fünf bis 15 Therapiebausteine z. B. aus folgenden drei Therapiesäulen:
- Aufmerksamkeitslenkung: Mit aufmerksamkeitsmedizinischen Verfahren wird zur erwünschten Unempfindlichkeit des Gehirns gegenüber dem Tinnitus beigetragen. Dieser kann durch die Behandlung nachhaltig in den Hintergrund treten.
- Tinnitusstressabbau: In Fällen von chronischem Stress wird  ein  Stressabbautraining erlernt.
- Psychosomatische Tinnitustherapie: Bei chronischen Schlafstörungen oder chronischen Kopfschmerzen werden gezielte psychosomatische Behandlungsbausteine eingesetzt.

Beispiele von strukturierten Programmen sind die Programme nach Delb u. a. von der Universität des Saarlandes, das Tinnitus-Care-Programm der Universität Tübingen sowie das Kroener-Herwig-Programm der Universität Göttingen. Die genannten Programme sind sich prinzipiell ähnlich.

## Wirksamkeit
Im Rahmen von strukturierten Programmen ist einzig die Wirksamkeit der kognitiven Verhaltenstherapie wissenschaftlich belegt (Evidenzbasierte Medizin, EbM-Level IIa). Die Wirkung der anderen Therapiebausteine ist im Gegensatz hierzu lediglich durch Studien mit geringer  Aussagefähigkeit dokumentiert und gilt daher als wissenschaftlich nicht belegt.